# Pinara
Pinara is een bestuurslaag in het regentschap Kuningan van de provincie West-Java, Indonesië. Pinara telt 1193 inwoners (volkstelling 2010).